# Малинкович, Сергей Александрович
Серге́й Алекса́ндрович Малинко́вич (род. 27 мая 1975, Ленинград, РСФСР, СССР) — российский политический деятель, депутат Алтайского краевого Законодательного Собрания (с 2021 года), председатель ЦК партии «Коммунисты России» (с 2022 года).
Безуспешно пытался стать кандидатом на президентских выборах 2024 года от партии «Коммунисты России». Получил отказ в регистрации, а ряд СМИ отмечали наличие подписей умерших людей в документах политика.

## Биография
Сергей Александрович Малинкович родился в 1975 году в Ленинграде в семье педагогов.

### Образование
Образование среднее профессиональное.

### Трудовая деятельность
С 1996 года работал слесарем НПО «Объединённые системы телекоммуникаций», был бригадиром, начальником участка, начальником стройки производства. Одновременно занимался комсомольской, партийной работой.
В 2000-х годах работал заместителем генерального директора ООО «Юридическая фирма „Кун“», позднее, в 2010-х годах работал начальником цеха заготовки ЗАО «Деави».

### Политическая деятельность
В 1995 году стал членом КПРФ, был секретарём Смольнинской комсомольской организации Центрального района Санкт-Петербурга.
В 1999 году стал соучредителем Союза коммунистической молодёжи Российской Федерации, в 1999—2002 году был секретарём по международным связям ЦК Союза коммунистической молодёжи РФ.
В 2000 году избран депутатом муниципального образования муниципального округа «Смольнинский» г. Санкт-Петербурга. Переизбирался на эту должность в 2004, 2009, 2014 годах.
В 2001 году вышел из КПРФ.
С 2003 года возглавлял общественную организацию Коммунисты Петербурга и Ленинградской области. Под его руководством и при его непосредственном участии КПЛО осуществила десятки инициатив и акций, имевших большой общественный резонанс.
В 2009 году стал секретарём ЦК общероссийской общественной организации «Коммунисты России».
В 2012 году избран секретарём ЦК партии «Коммунисты России», был исполнительным секретарём, заместителем председателя.
В марте 2022 года на чрезвычайном съезде партии избран председателем Центрального Комитета (законность избрания подтверждена Минюстом).

### Участие в выборах
Местные выборы разных уровней
В 2011 году выдвигался в депутаты Законодательного собрания Санкт-Петербурга от партии «Справедливая Россия» по избирательному округу № 38, избран не был. Накануне выборов обвинил партию «Справедливая Россия» в том, что она не выплатила деньги агитаторам.
В 2013 году Малинкович выдвигался кандидатом на пост мэра Петрозаводска.
В 2021 году избран депутатом Алтайского краевого Законодательного собрания от партии «Коммунисты России».
В 2022 году участвовал в выборах главы администрации Тамбовской области, занял последнее место с результатом 1,53 %.
В 2023 году был кандидатом в губернаторы Алтайского края.
В 2024 году является кандидатом на выборах губернатора Санкт-Петербурга, назначенных на 6—8 сентября.
Президентские выборы 2024 года
28 декабря 2023 года был выдвинут кандидатом в президенты России от партии «Коммунисты России» на выборах 2024 года.
1 января 2024 года подал документы для участия в президентских выборах от партии «Коммунисты России».
5 января 2024 года ЦИК зарегистрировал уполномоченных Сергея Малинковича и разрешил открыть ему избирательный счёт. Для участия в выборах кандидату требовалось собрать 100 тысяч подписей избирателей.
28 января 2024 года Малинкович представил в Центризбирком РФ документы и подписи избирателей, необходимые для регистрации в качестве допущенного к выборам кандидата.
5 февраля 2024 ЦИК сообщил, что нашёл более 14 % брака в подписных листах, которые сдал для регистрации Сергей Малинкович. Кандидат сказал, что не будет оспаривать решение комиссии в случае отказа.
8 февраля 2024 ЦИК отказал в регистрации в качестве кандидата на выборах президента России. По мнению комиссии, в его подписных листах оказалось порядка 15 % брака.

## Общественная позиция
Заявлял, что "Троцкий был важен до середины 1920-х годов... Затем он потерял связь с общими массами, которые были больше заинтересованы в укреплении национального государства". 
В августе 2023 года Сергей Малинкович поддержал установку памятника Иосифу Сталину в городе Великие Луки и заявил, что «в народной душе товарищ Сталин давно уже причислен к лику святых». В связи с установкой памятника Малинкович поддержал священника, который заявил о том, что «пострадала Церковь в годы правления Иосифа Виссарионовича, но благодаря этому у нас много новомучеников и исповедников», а также потребовал от РПЦ прекратить проверку священника, который освятил памятник.
В октябре 2023 года Малинкович заявил, что экстрасенсы могут навести порчу на «Коммунистов России», и рассказал о том, что в партии обсудили возможность покушения или «коллективного наведения порчи» после поданного иска к председателю партии от эзотерика и бизнес-тренера Лилии Апукаевой.
В ноябре 2023 года Сергей Александрович обратился в Госдуму с предложением обязать лиц, признанных «иностранными агентами», убирать в городах снег «под конвоем» — «как это делали большевики с бывшей аристократией в 20-е годы».

## Книги
В 2009 году издательство «Лениздат» выпустило историческую роман-хронику С. А. Малинковича «Фанатики» о мировом революционном движении (ISBN 5-289-02633-9).

## В искусстве

### Кинематограф
- 2012 — «Непал форева» (реж. Алёна Полунина, Продюсер Анастасия Вельская).